# Nanchong
Nanchong is een stad in de gelijknamige prefectuur in het noorden van de zuidwestelijke provincie Sichuan, Volksrepubliek China. Bij de volkstelling van 2020 had de stad 1.254.455 Inwoners, de gehele prefectuur had 5.607.565 inwoners.
De stad ligt 150 km te westen van Chengdu en 150 km ten noorden van Chongqing. Door Nanchong loopt de nationale weg G318.